# Liana Ungur
Liana Ungur (ur. 2 stycznia 1985) – rumuńska tenisistka, występująca głównie w turniejach rangi ITF.
Jej ojciec, Illie Balaci, to legenda rumuńskiej piłki nożnej w latach siedemdziesiątych i osiemdziesiątych XX wieku, a jej mąż Adrian Ungur jest również tenisistą. Starty w zawodach międzynarodowych rozpoczęła w wieku piętnastu lat. W 2001 roku wygrała swój pierwszy turniej, w hiszpańskim mieście Mollerussa. W sumie wygrała trzynaście turniejów singlowych i sześć deblowych ITF.

## Wygrane turnieje rangi ITF
| turnieje z pulą nagród 100 000 $ |
| turnieje z pulą nagród 75 000 $  |
| turnieje z pulą nagród 50 000 $  |
| turnieje z pulą nagród 25 000 $  |
| turnieje z pulą nagród 15 000 $  |
| turnieje z pulą nagród 10 000 $  |

### Gra pojedyncza
|     | Data       | Turniej           | Kat. | ($)    | Naw.   | Finalistka                  | Wynik         |
| 1.  | 09/09/2001 | Mollerussa        | ITF  | 10 000 | twarda | Maria-Pilar Sanchez-Alayeto | 7:5, 6:0      |
| 2.  | 09/03/2003 | Nuevo Laredo      | ITF  | 10 000 | twarda | Caroline Ann Basu           | 7:6, 6:2      |
| 3.  | 27/07/2003 | Ankona            | ITF  | 10 000 | ziemna | Mandy Minella               | 3:6, 6:3, 6:1 |
| 4.  | 08/02/2004 | Vale do Lobo      | ITF  | 10 000 | twarda | Servane Delobelle           | 6:2, 6:4      |
| 5.  | 08/08/2004 | Rebecq            | ITF  | 10 000 | ziemna | Antonela Voina              | 6:4, 6:1      |
| 6.  | 05/09/2004 | Arad              | ITF  | 10 000 | ziemna | Barbara Pocza               | 7:5, 7:5      |
| 7.  | 19/11/2006 | Kair              | ITF  | 10 000 | ziemna | Alexandra Dulgheru          | 6:1, 6:1      |
| 8.  | 26/11/2006 | Kair              | ITF  | 10 000 | ziemna | Warwara Galanina            | 6:2, 6:4      |
| 9.  | 11/02/2007 | Vale do Lobo      | ITF  | 10 000 | twarda | Jewgienija Liniecka         | 7:6, 6:2      |
| 10. | 09/05/2010 | Florencja         | ITF  | 25 000 | ziemna | Palina Piechawa             | 6:3, 7:5      |
| 11. | 06/06/2010 | Sarajewo          | ITF  | 25 000 | ziemna | Irena Pavlovic              | 6:3, 6:0      |
| 12. | 20/06/2010 | Padwa             | ITF  | 25 000 | ziemna | Audrey Bergot               | 6:4, 6:4      |
| 13. | 08/08/2010 | Monteroni d’Arbia | ITF  | 25 000 | ziemna | Anna Floris                 | 7:5, 6:1      |